# Kriza reproduktivnosti
Kriza replikacije u nauci ili kriza reproduktivnosti predstavlja metodološku krizu u kojoj je teško ili gotovo nemoguće reprodukovati rezultate mnogih naučnih studija. S obzirom da se reproduktivnost eksperimentalnih rezultata smatra za jednu od ključnih karakteristika naučne metode, neuspesi u replikaciji tih rezultata stavljaju u sumnju kredibilitet teorija koje se na njima zasnivaju. 
Pored ovoga sam pojam replikacija predstavlja ponavljanje eksperimenata radi dobijanja novih, nezavisnih podataka da bi se došlo do istih ili sličnih zaključaka kao originalna studija.

## Istorija i uzroci
Fraza kriza replikacije nastala je u drugoj deceniji XXI veka. Došlo je do pojave nove naučne discipline metanauke koja nastoji da primeni naučnu metodologiju na samu nauku, i tako poveća kvalitet i pouzdanost naučnih istraživanja uz smanjenje neefikasnosti.
Predviđanja o ovoj krizi kvaliteta nauke su se pojavljivala čak i pre nekoliko decenija. Derek de Sola Prajs, koji se smatra ocem scijentometrije, predvideo je da bi nauka mogla naglo da smanji svoj kvalitet kao rezultat sopstvenog eksponencijalnog rasta.
U analizi istoričara Filipa Mirovskog, kvalitet nauke opada kada postane roba kojom se trguje na tržištu. Svoj argument brani aludiranjem na velike korporacije koje u cilju smanjenja troškova i povećanja profita zatvaraju svoje laboratorije i prepuštaju rad univerzitetima. Korporacije su kasnije pomerile svoja istraživanja sa univerziteta na još jeftiniju opciju – ugovorne istraživačke organizacije.

### Objavi ili nestani
Glavni članak: „Objavi ili nestani“
Filozof i istoričar Džerom R. Ravec predvideo je u njegovoj knjizi „Naučno znanje i njeni društveni problemi” da će nauka u svom napredovanju i razvitku imati velike probleme u svom unutrašnjem sistemu kontrole kvaliteta.
Struktura podsticanja za moderne naučnike je postala nefunkcionalna, stvarajući pogrešne podsticaje da objave nalaze istraživanja koliko god nepouzdani i dubiozni, danas poznat kao fenomen „objavi ili nestani“ , davali su se bilo kakvi nalazi ma koliko sumnjivi. Pristrasnost pri objavljivanju je bila naglo povećana pritiskom da se objavi od strane urednika i recenzenata. Ujedno sa ovim zahtevalo se smanjenje poređenja sa originalnim studijama. Replikacije su teže za objavljivanje, jer su većinski neoriginalni, i čak kad se objave retko se gledaju kao veliki doprinos u naučnoj oblasti.
Kao primer za manjak replikacije možemo uzeti analizu 4270 empirijskih studija u 18 poslovnih časopisa od 1970-1991. Ova analiza je objavila da su manje od 10% članaka o računovodstvu, ekonomiji i finansijama i 5% članaka o menadžmentu i marketingu bile studije replikacije.
Takođe može doći do otežavanja sprovođenja replikacije ne davanjem dovoljnog broja informacija. Više puta se pokazalo da istraživačima nije pruženo dovoljno informacija od strane autora kako bi ponovili studije, ponekad sa modifikacijama.

### Vrste replikacije
Replikacija je jedna od najbitnijih postupaka u svakoj empirijskoj nauci. Potvrđivanje rezultata i hipoteza postupkom ponavljanja je u osnovi svake naučne koncepcije. Ovim postupkom se potvrđuje da bilo koji istraživač može dobiti iste rezultate ako se vodi pravilima eksperimenta.
Ovo nam pokazuje da eksperiment odražava znanje koje je nezavisno od okolnosti u kojim se može naći (vreme, mesto ili osobe).
Razlikujemo više tipova replikacija:
- Direktna(tačna) replikacija gde se eksperimentalni postupak ponavlja što je bliže moguće.
- Sistematska replikacija gde se eksperimentalni postupak u velikoj meri ponavlja, uz neke namerne promene.
- Konceptualna replikacija gde se nalaz ili hipoteza testira korišćenjem drugačije metode.

### Upitne istraživačke prakse i prevare
Upitne istraživačke prakse iskorišćavaju stepene slobode istraživača koji za posledicu u većini slučajeva imaju neponovljivost rezultata. Oni ne predstavljaju kršenja naučnog integriteta, kao što je na primer falsifikovanje podataka. Stepeni slobode istraživača su često proizvoljni izbori napravljeni tokom eksperimentalnog procesa koji se koriste za dobijanje drugačijih i neponovljivih rezultata.
Neki primeri upitnih istraživačkih praksi su:
- Iskopavanje podataka je zloupotreba analize podataka za pronalaženje obrazca u podacima koji se mogu predstaviti kao statistički značajni, čime se povećava rizik od lažnih pozitivnih rezultata.
- Pristrasnost izveštavanja predstavlja selektivno otkrivanje ili potiskivanje informacija od strane istraživača. U jednostavnijem obliku odnosi se na ne prijavljivanje svih dostupnih informacija.
- je akronim koji se odnosi na upitnu istraživačku praksu nakon što su rezultati poznati. Opisan je kao „jedan od četiri jahača replikativne apokalipse“.[6] Može se pojaviti kada istraživač testira apriornu hipotezu, ali zatim izostavi tu hipotezu iz svog istraživačkog izveštaja.

## Posledice

### Javna svest i percepcija
Studija iz 2021. godine pokazala je da se u vodećim časopisima opšteg interesovanja sa nalazima koji se ne mogu replicirati tokom vremena više citiraju nego reproduktivni istraživački radovi. To je zbog toga što su ovi rezultati iznenađujući i zanimljiviji, pogodni senzacionalizmu. Na trend ne utiče objavljivanje neuspešnih replikacija dok će samo 12% radova koji citiraju originalno istraživanje pomenuti neuspelu replikaciju.
U okviru naučne zajednice izražena je zabrinutost da bi šira javnost mogla smatrati nauku manje kredibilnom zbog neuspešnih replikacija. Istraživanja koja podržavaju ovaj argument su retka, ali nacionalno reprezentativno istraživanje u Nemačkoj pokazalo je da više od 75% Nemaca nije čulo za neuspehe u replikaciji u nauci.

### Političke reperkusije
Kriza sistema kontrole kvaliteta nauke utiče na upotrebu nauke za politiku. Ovo je predmet rada grupe naučnika koji se bave proučavanjem nauke i tehnologije, koji u politici zasnovanoj na dokazima identifikuju tačku sadašnje napetosti.
U SAD-u je kriza reproduktivnosti nauke postala tema političkih sporova, povezanih sa pokušajem da se umanje propisi.na primer emisije zagađujućih materija, uz argument da su ti propisi zasnovani na nereproducibilnoj nauci.

## Rasprostranjenost

### Psihologija
Oblasti psihologije koje su se nekada smatrale solidnim, našle su se pod povećanim nadzorom zbog neuspešnih replikacija. Fokus je bio na oblasti socijalne psihologije, kliničkoj psihologiji, razvojnoj psihologiji i na obrazovna istraživanja.
U studiji sprovedenoj pod pokroviteljstvom Centra za otvorenu nauku, tim od 186 istraživača iz 60 različitih laboratorija sproveo je replikacije 28 klasičnih i savremenih otkrića u psihologiji. Fokus studije nije bio samo u tome da li se nalazi iz originalnih radova repliciraju ili ne, već i na meri u kojoj su nalazi varirali u zavisnosti od varijacija u uzorcima i kontekstu. Kao rezultat ove studije 50% od 28 nalaza nije uspelo da se ponovi uprkos ogromnim količinama uzoraka.

### Medicina
Analiza istraživača farmaceutske kompanije Bajer iz 2011. pokazala je da je najviše četvrtina Bajerovih internih nalaza replicirala originalne rezultate. Međutim, analiza Bajerovih rezultata pokazala je da se ovi rezultati koji su se ponovili mogu često uspešno koristiti za kliničke primene.
Krajem 2021. godine uoči projekta reproduktivnosti ispitano je 53 vrhunska rada o raku objavljena između 2010. i 2012. Pokazalo se da među studijama koje su pružile dovoljno informacija da se ponovo urade, veličine efekta su u proseku 85% manje od prvobitnih nalaza.

### Ekonomija
U svojim pokušajima da proceni stope replikacije i poveća broj studija koje pokušavaju replikaciju, ekonomija je zaostajala za drugim društvenim naukama i psihologijom. Studija iz 2016. godine u časopisu „Science“ replicirala je 18 eksperimentalnih studija objavljenih u dva vrhunska ekonomska časopisa(„“ i „“). Otkrila je da 39% nije uspelo da reprodukuje originalne rezultate.
Oko 20% studija objavljenih u „“ je u suprotnosti sa drugim studijama iako se oslanjaju na skoro iste skupove podataka. Studija empirijskih nalaza u časopisu „“ otkrila je da je oko 30% od 27 ponovo testiranih članaka pokazalo statistički beznačajne rezultate za ranije značajne nalaze.

## Rešenje

### Metanauka
Metanauka predstavlja upotrebu naučne metodologije za proučavanje same nauke. Ona nastoji da poveća kvalitet naučnog istraživanja uz smanjenje otpada. Takođe je poznata kao nauka o nauci, jer koristi istraživačke metode za proučavanje načina na koji se istraživanje vrši i kako se mogu poboljšati. Bavi se svim poljima istraživanja i opsiana je kao nauka iz ptičije perspektive. Meta-istraživanja se i dalje sprovode kako bi se identifikovali koreni krize i kako se odnositi prema njima.

### Prezentacija metodologije
Neki autori su tvrdili da neefikasna komunikacija eksperimentalnih metoda ima veliki doprinos krizi reproduktivnosti i da bi bolje izveštavanje o dizajnu eksperimenta i statističkim analizama pomoglo da se situacija poboljša. Ovi autori imaju tendenciju da se zalažu za veliku kulturnu promenu u naučnoj zajednici u vidu razmatranja statistike. Izražena je zabrinutost u vezi sa potencijalom da standardi za transparentnost i replikaciju budu pogrešno primenjeni na kvalitativne i kvantitativne studije.

### Prethodna prijava studija
Naučno objavljivanje je počelo da koristi izveštaje o prethodnoj registraciji za rešavanje krize replikacije. Registrovani format izveštaja zahteva od autora da dostave opis metoda istraživanja i analiza pre prikupljanja podataka. Kada se metod i plan analize provere, objavljivanje nalaza je privremeno zagarantovano, na osnovu toga da li se autori pridržavaju predloženog protokola. Jedan od glavnih ciljeva registrovanih izveštaja je da se izbegne pristrasnost publikacije značajnih nalaza koji mogu dovesti do primene upitne istraživačke prakse.

### Promene u obrazovanju
Na MIT-u, Stanfordu i Univerzitetu u Vašingtonu predloženo je da kursevi o metodama iz psihologije i drugih oblasti treba da naglašavaju pokušaje replikacije, a ne originalne studije. Ovakav pristup bi pomogao studentima da nauče naučnu metodologiju i obezbedio brojne nezavisne replikacije. Neke institucije zahtevaju od studentata osnovnih studija da podnesu završnu tezu koja se sastoji od originalnog dela istraživanja.

### Otvorena nauka
Otvoreni podaci, softver otvorenog koda i hardver otvorenog koda su kritični za omogućavanje ponovljivosti u smislu validacije originalne analize podataka. Nedostatak objavljivanja softvera za analizu i nedostatak otvorenih podataka sprečava replikaciju studija. Osim ako softver koji se koristi u istraživanju nije otvorenog koda, reprodukovanje rezultata sa različitim softverskim i hardverskim konfiguracijama je nemoguće.